# La Roux
La Roux é uma banda de electropop e synthpop vencedora do Grammy, formada em 2008 na Inglaterra por Ben Langmaid e Elly Jackson. Ben Langmaid é um membro "quase oculto" da banda, pois não aparece nos clipes e nem nas apresentações ao vivo. Ele já esteve envolvido em projetos musicais anteriores, incluindo contribuições para musica Rollo Armstrong da banda Faithless. Jackson é vencedora do Studio8 International Music Awards na categoria de melhor cantora estreante. O álbum La Roux foi lançado no Reino Unido dia 22 de junho de 2009, alcançando o segundo lugar nas paradas de vendas e tendo o seu primeiro single "In for the Kill" como o sexto mais vendido do ano no Reino Unido.
O seu álbum de estreia La Roux foi lançado em setembro de 2009 em formato digital nos Estados Unidos, pelo ITunes. Em Portugal, o álbum foi lançado no mês de julho. O primeiro concerto da banda em solo português ocorreu no festival de verão Optimus Alive em 2010.
A banda foi nomeada para o prémio Mercury Prize, mas perdeu. Foi também indicada para os MTV Europe Music Awards (EMA), em 4 de novembro de 2009.
Após 5 anos desde o último álbum, em 2014 foi anunciado que Elly Jackson estava de volta aos estúdios trabalhando junto a Ben Langmaid em um novo disco.
Em 18 de Julho de 2014, foi lançado um novo álbum intitulado "Trouble In Paradise".

## Discografia
- La Roux (2009)
- Trouble In Paradise (2014)
- Supervision (2020)